# Yurika Itō
Yurika Itō (jap. 伊藤 友莉香; ur. 25 marca 1991) – japońska zapaśniczka w stylu wolnym. Złoty medal na mistrzostwach Azji w 2009 i 2014, srebrny w 2013 i brązowy w 2010 i 2018. Trzecia na halowych igrzyskach azjatyckich w 2017. Pierwsza w Pucharze Świata w 2014, 2015, 2017 i 2018, a druga w 2013. Uniwersytecka mistrzyni świata w 2012 i druga w 2010. Mistrzyni świata juniorów w 2011, trzecia w 2009 roku.